# Långtjärnen (Alfta socken, Hälsingland, 682542-150052)
Långtjärnen är en sjö i Ovanåkers kommun i Hälsingland och ingår i Ljusnans huvudavrinningsområde.